# Костурска крепост
Костурската крепост (на гръцки: Κάστρο της Καστορίας) е важно средновековно укрепление в Южна Македония.

## Описание
От крепостта са запазени обширни останки от стената, преграждаща провлака на полуострова Горица със силни кръгли кули, части от Акропола с две четириъгълни кули в непосредствена близост до средновековната църква „Света Богородица Кубелидики“, както и спорадични останки от северната и южната страна на града. В 1994 година за проведени разкопки и консервационни дейности по двете кули в Акропола.

## История
Градът е укпепен още при император Юстиниан I в VI век и след това укрепленията му са претърпели няколко ремонта. По времето на Юстиниан изглежда, че е поставен специален акцент върху укрепването на провлака на полуострова, който е най-уязвимата точка, която е защитена с високи кули. Възможно е пред стената да е имало и ров, който е превърнал полуострова в остров.
Не е ясно дали в раннохристиянския период са съществували двете странични рамена на стената - северното и южното, както и акрополът в източния край. Смята се за възможно те да са изградени през бурния период от IX - X век, през който са направени обширни интервенции и върху Юстиниановата стена на провлака. Както зидарията на оцелелите кули и стената, така и най-новите сведения от разкопки дават информация за съществуването на фаза около края на IX - началото на X век и втора, вероятно от времето на на Василий II Българоубиец, около 1018 година.
За съществуването на междинна стена, която отделя Акропола от Долния град, има доказателство в медна плоча от XVIII век, чиято топографска точност е тествана.
Византийските укрепления са били използвани и от османците, които са добавили свои собствени ремонти, които са очевидни на стената на провлака. Те отварят втора порта в западната част и отделят мюсюлманския от християнския квартал с допълнителна вътрешна стена.
В 1924 година крепостта е обявена за паметник на културата.